# Prix Louis-Cros de l'Académie des sciences morales et politiques
Le prix Louis-Cros, créé en 2004 sous l’égide de l’Académie des sciences morales et politiques, récompense une œuvre dans le domaine de l’éducation et de la formation. Sa dotation annuelle est actuellement de 10 000 euros.
Ce prix est décerné en hommage à Louis Cros fondateur du Comité universitaire d’information pédagogique, fondateur de l’Institut pédagogique national et des Centres régionaux et départementaux de documentation pédagogique. Il fut également le premier, en France, à identifier le phénomène mondial qualifié « d’explosion scolaire », à prédire son ampleur, à analyser sa nature et à en discerner la portée politique.

## Liste des lauréats
- 2004 :
  - Agnès Villechaise-Dupont et Joël Zaffran pour Illettrisme : les fausses évidences, éd. L'Harmattan  (ISBN 2-86586-437-5)[1].
  - Yassine Zouari pour sa thèse Le cas du système éducatif tunisien, soutenue à l'Université de Rouen[1].
- 2005 :
  - Cypora Petitjean-Cerf, pour L'école de la dernière chance. Un an en classe-relais, Paris (Stock), 2005  (ISBN 223405768X)[1].
  - François Muller pour son Manuel de survie à l'usage de l'enseignant (même débutant)[4], Paris (L'Etudiant), 2004  (ISBN 2-84624-443-X)[1].
- 2006 :
  - Isabelle Dumez-Féroc pour sa thèse Imaginaires des usages du réseau Internet. Les modes d'appropriation enfantine du média[1]
  - Bénédicte Gendron pour son essai Le capital émotionnel en éducation. Un essai conceptuel.[1]
- 2007 :
  - Ludivine Thiaw-Po-Une pour l’État démocratique et ses dilemmes – le cas des universités, Ed. Hermann, 2007.  (ISBN 9782705666736)[5]
  - Sylvain Grandserre pour École, droit de réponses, Ed. Hachette, 2007.  (ISBN 9782011709622)[5]
- 2008 :
  - Manon Pignot pour « Allons enfants de la patrie ? Filles et garçons dans la Grande Guerre : expériences communes, construction du genre et invention des pères (France, 1914-1920) »
- 2009 :
  - Céline Labrune-Badiane pour « Processus de scolarisation en Casamance. Rythmes et logiques (1860-1960) ».
  - Bruno Robbes pour « Du mythe de l’autorité naturelle à l’autorité éducative de l’enseignant : des savoirs à construire entre représentation et action ».
- 2010 :
  - Laurence Martin pour « La stratégie de Lisbonne et l'économie de l'éducation : vers l'émergence d'un cadre juridique européen des services de l'éducation? »
  - Geoffroy Lauvau pour « Rationalité académique, rationalité économique. Le devenir de l'Université face aux exigences de la justice sociale ».
- 2011 :
  - Gwenaëlle Joët pour « Le sentiment d'auto-efficacité en primaire : de son élaboration à son impact sur la scolarité des élèves ».
  - Ugo Palheta Pour « L'enseignement professionnel dans l'école massifiée ».
- 2012 :
  - Sophie Orange pour « L’autre supérieur. Aspirations et sens des limites des étudiants de BTS ».
- 2013 :
  - Séverine Kakpo pour son ouvrage « Les devoirs à la maison. Mobilisation et désorientation desfamilles populaires », Paris (PUF), 2012
  - Damiano Matasci pour sa thèse « L’école républicaine et l’étranger. Acteurs et espaces de l’internationalisation de la « réforme scolaire » en France (1870- première moitié du XXe siècle) » (Université de Genève/EHESS).
- 2014 :
  - Joanie Cayouette-Remblière pour « Le marquage scolaire, une analyse statistique ethnographique des trajectoires des enfants de classes populaires à l’école ».
  - Vanessa Pinto pour « À l’école du salariat ». Ed. PUF 2014
  - Stanislas Morel, pour « La médicalisation de l’échec scolaire ». Ed. La Dispute 2014
- 2015 :
  - Amélie Duguet pour « Les pratiques pédagogiques en première année universitaire : description et analyse de leurs implications sur la scolarité des étudiants ».
  - Pierre Clément pour « Réformer les programmes pour changer l’école ? Une sociologie du champ du pouvoir scolaire ».
  - Alexandre Fontaine pour « Aux heures suisses de l’école républicaine. Un siècle de transferts culturels et de déclinaisons pédagogiques dans l’espace franco-romand », Éditions Demopolis, Paris 2015.
- 2016 :
  - Nicolas Charles pour « Enseignement supérieur et justice sociale. Sociologie des expériences étudiantes en Europe ».
  - Charles Coustille pour « Antithèses. Thèses d’écrivains français aux XXe et XXIe siècles ».
  - Matthieu Devigne pour « Classe de guerre. Une histoire de l’École entre Vichy et République. 1938-1948 ».
- 2017 :
  - Chiara Diana pour « L'éducation préscolaire en Égypte (1981-2011): une sociohistoire de la construction sociale et politique de la petite enfance ».
  - Ghislain Leroy pour « Figures de l'enfant et pratiques des maîtres de l'école maternelle contemporaine ».
  - Jean Rakovitch pour « Makarenko, l'écrivain, le combattant et le pédagogue : fiction(s) et pédagogie ».
- 2018 :
  - Dounia Lahoual pour « Conceptualiser les activités constructives et le développement du sujet capable. Le cas de la médiation à l’art orientée jeune public dans un musée d’art moderne et contemporain »,
  - Thụy Phương Nguyễn pour « L’École française au Vietnam de 1945 à 1975 : de la mission civilisatrice à la diplomatie culturelle », Encrage Edition 2017
  - Paul Lehner pour « Les conseillers d’orientation dans l’enseignement secondaire (1959-1993) : un métier impossible ? »
- 2019 :
  - Mara Donato di Paola, pour sa thèse, Enseigner les Lettres au XIXe siècle. Histoire sociale et politique comparée des professeurs de l’enseignement secondaire public en Belgique et en Italie, soutenue en 2018 à l’Université libre de Bruxelles.
  - Bénédicte Girault, pour sa thèse Mémoires d’un ministère. Une analyse secondaire de l’enquête orale du Service d’histoire de l’éducation (c.1950-c.2010), soutenue en 2018 à l’Université de Cergy-Pontoise ;
  - Edenz Maurice, pour sa thèse Faire l’école dans une « vieille colonie, soutenue en juin 2018 à l’Institut des Sciences politiques (CERI) de Paris.
- 2020 :
  - Cédric Boulard pour sa thèse Quand l’Education nationale se fait nouvelle. Le cas de l’enseignement secondaire, de 1930 à nos jours, soutenue à Sorbonne Université le 11 janvier 2019.
  - Eric Saillot, pour son ouvrage (S’)ajuster au cœur de l’activité d’enseignement-apprentissage. Construire une posture d’ajustement, Éditions L’Harmattan, 2020 .
  - Elsa Bedos, pour L’enjeu de la qualité dans l’enseignement supérieur saoudien. L’instrumentalisation de l’action publique, soutenue le 9 juillet 2019 à Sciences Po Paris.